# Dumbo (Brooklyn)

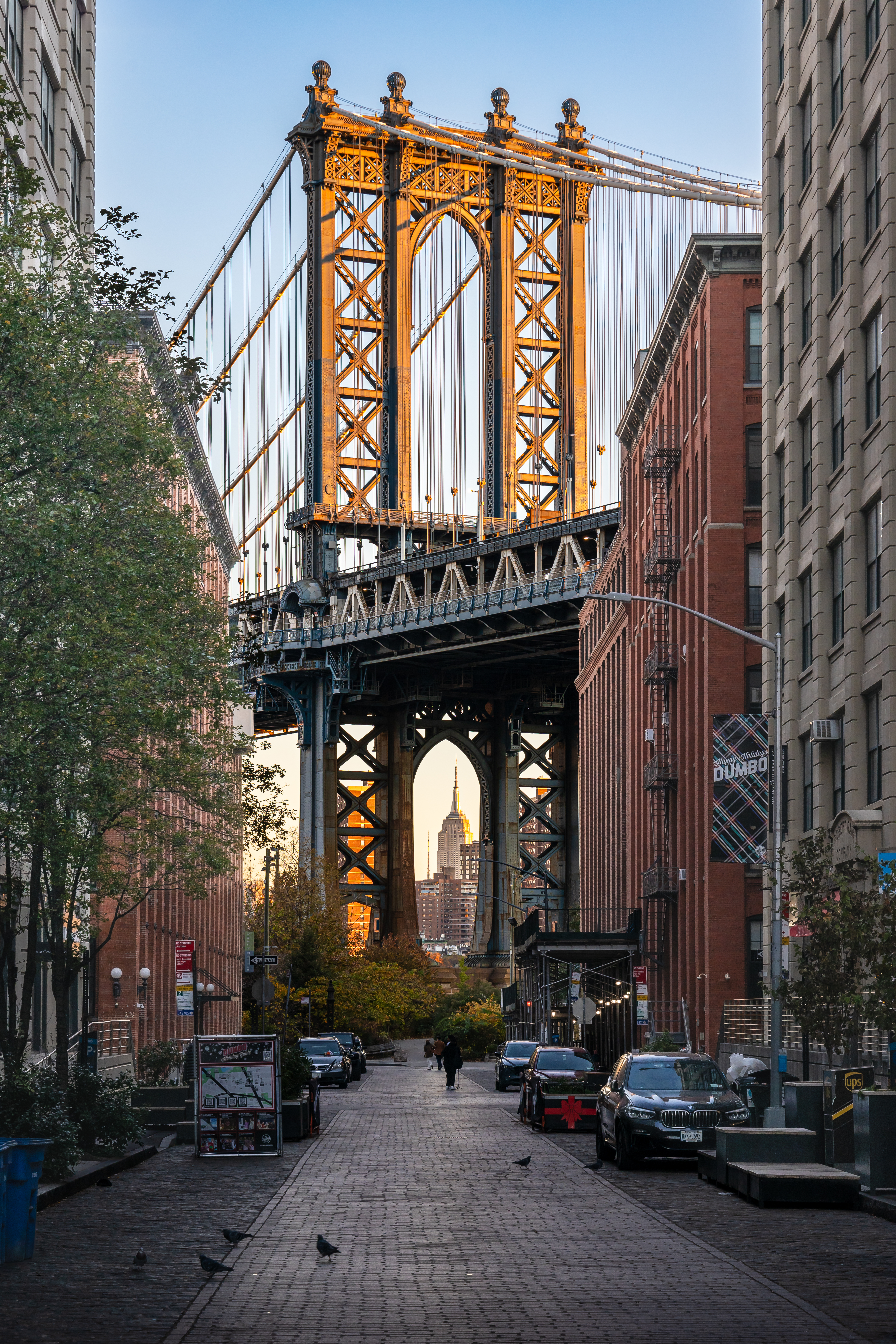
Klassischer und bei Touristen wie Einheimischen beliebter Blick von Dumbo zur Manhattan Bridge 2024

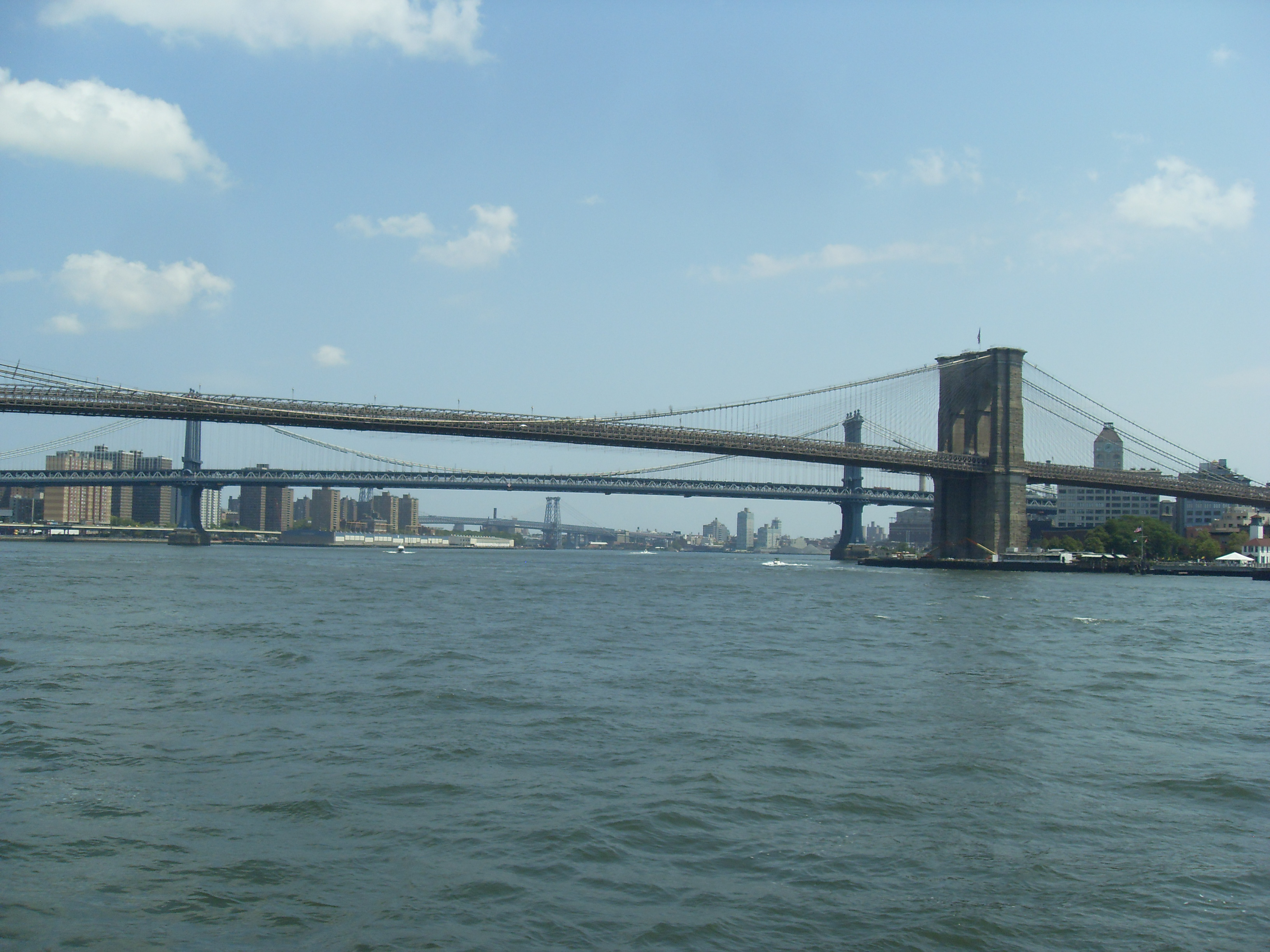
Brooklyn und Manhattan Bridge vom East River, Dumbo und Fulton Ferry rechts

Dumbo oder DUMBO, sprich: Dambo, kurz für Down Under the Manhattan Bridge Overpass, ist ein Stadtteil im Stadtbezirk Brooklyn in New York City, USA. Dumbo ist ein gehobenes Wohn- und Gewerbeviertel, ein Touristenzentrum und ein Zentrum für Technologie-Start-up-Unternehmen. 
In Dumbo waren 2020 auf 0,21 km² 3810 Menschen beheimatet; zusammen mit dem benachbarten Vinegar Hill, das manchmal als Teil von Dumbo angesehen wird, waren es offiziell 5948 Einwohner. Dumbo ist Teil des Brooklyn Community District 2 und gehört zum 84. Bezirk des New Yorker Polizeidepartements.
Dumbo liegt im Westen von Brooklyn am East River und besteht aus zwei Teilen. Einer liegt zwischen der Manhattan Bridge und der Brooklyn Bridge, wo sich Fulton Ferry befindet und die Old Fulton Street die Grenze zu Brooklyn Heights bildet. Der andere Teil erstreckt sich östlich der Manhattan Bridge bis nach Vinegar Hill. Südlich bildet die York Street die Grenze zu Downtown Brooklyn. Dominiert wird das Viertel durch die mächtigen Brücken mit ihren Rampen, die Brooklyn mit Manhattan verbinden.

## Geschichte
Die ersten bekannten Bewohner dieser Gegend am East River waren Canarsee-Indianer. Im Jahr 1673 verkauften sie ein großes Stück Land am East River an den holländischen Siedler Joris Jansen Rapalje. Die Rapalje-Familie nutzte das Land bis zum Ende des Unabhängigkeitskrieges als Farmland. Da sie Anhänger der britischen Kolonialmacht waren, wurde ihr Land nach dem Sieg der dreizehn nordamerikanischen Kolonien beschlagnahmt. 1784 wurde es von den späteren Bankiers und Kongressmitgliedern Comfort und Joshua Sands für 12.000 US-Dollar gekauft. Diese begannen mit dem Bau von Straßen im heutigen Dumbo, das damals noch Olympia hieß. Anschließend wurden Wohn- und Gewerbehäuser errichtet.

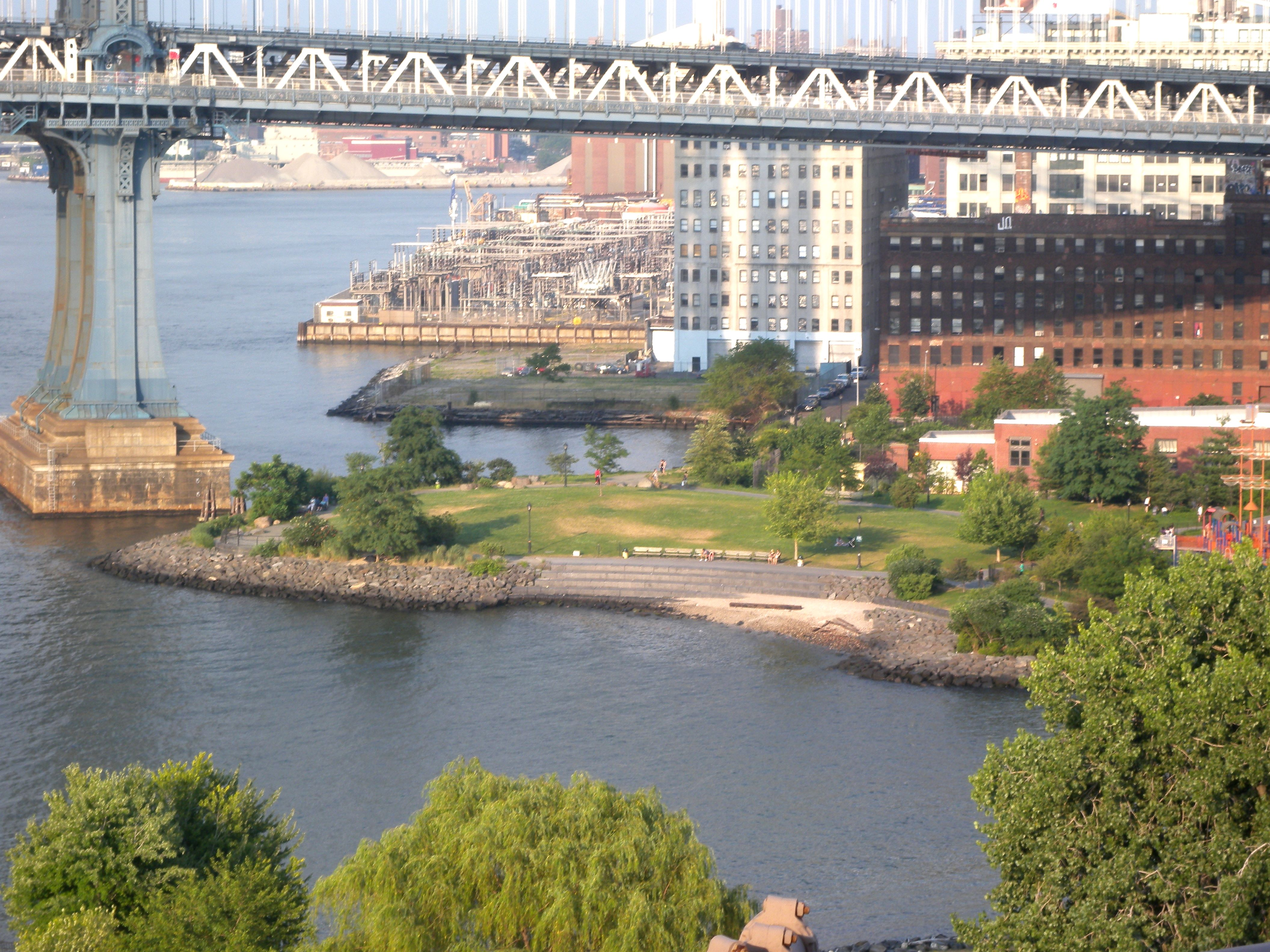
Blick von der Brooklyn Bridge in den Main Street Park mit Pebble Beach

Um 1830 änderte sich der Charakter des damaligen Wohnviertels, als die Wohnbebauung nach und nach durch Gewerbebebauung ersetzt wurde. Der westliche Teil des heutigen Viertels war bis in die 1890er als Fulton Landing oder auch Gairville bekannt. Hier legten die Fähren nach Manhattan ab, bevor die Brooklyn Bridge eröffnet wurde. Die heutige Bebauung stammt vor allem aus der Zeit zwischen 1880 und 1920 und besteht vorwiegend aus Fabrik- und Lagerhäusern, Holz- oder später Stahlgerüst-Gebäuden mit gemauerten Fassaden. Zu dieser Zeit handelt es sich hier um ein fast reines Industrie- und Gewerbegebiet, unter anderem gab es hier Brauereien (Howard & Fuller Ale Brewery), Kaffeeröstereien und Zuckerfabriken (Arbuckle Brothers), Maschinen- (E.W. Bliss), Schuh- (Hanan & Son) oder Pappkarton-Hersteller (Robert Gair Co.) sowie das Unternehmen Brillo, das Stahlwolleschwämme herstellte. Um 1900 fanden über 100.000 Menschen Arbeit in Dumbo. Ein Teil dieser Arbeiter wohnte auch im Viertel. Im Zuge der Deindustrialisierung von Brooklyn, als auch etablierte Firmen in Insolvenz gingen oder von hier weg zogen und viele der ehemaligen Industriegebäude zum Teil leer standen, zum Teil in gemischte Gewerbeanlagen umgewandelt waren, entstanden mehr und mehr Wohnungen und Ateliers in den alten Gebäuden. Insbesondere Künstler und junge Leute siedelten in den späten 1970ern an, da die Preise insbesondere für große Wohnungen hier relativ niedrig waren.
Die Abkürzung D.U.M.B.O. entstand 1978 von Pionieren des neuen Viertels, im Glauben der unattraktive Name Down Under the Manhattan Bridge Overpass würde Stadtentwickler und Geldgeber abschrecken, hier zu investieren. Abkürzungen als Namen für Stadtviertel sind in New York durchaus üblich, zum Beispiel SoHo (South of Houston) oder Tribeca (Triangle Below Canal) in Manhattan. Mit dem Ansatz, Kunst als Beschleuniger für den Wandel zu nutzen, gelang es insbesondere Joy Glidden, Gründungsdirektorin des Dumbo arts center (DAC), in Dumbo ein Modell für die Umstrukturierung zu schaffen, dass in Entwicklungen ähnlicher ehemaliger Hafengebiete weltweit eingegangen ist. Als Ende des 20. Jahrhunderts Wohnraum im Manhattan immer teurer wurde, wurde Dumbo zunehmend bürgerlich. Diese Entwicklung verdrängte zum Teil die Künstler der ersten Stunde. Inzwischen wurden einige Gebäude in luxuriöse Apartmenthäuser umgewandelt, auch neue Wohngebäude sind im Viertel entstanden, was zwar das Niveau erhöht hat, die Preise für Wohnraum allerdings auch.

## Historisches Viertel Dumbo

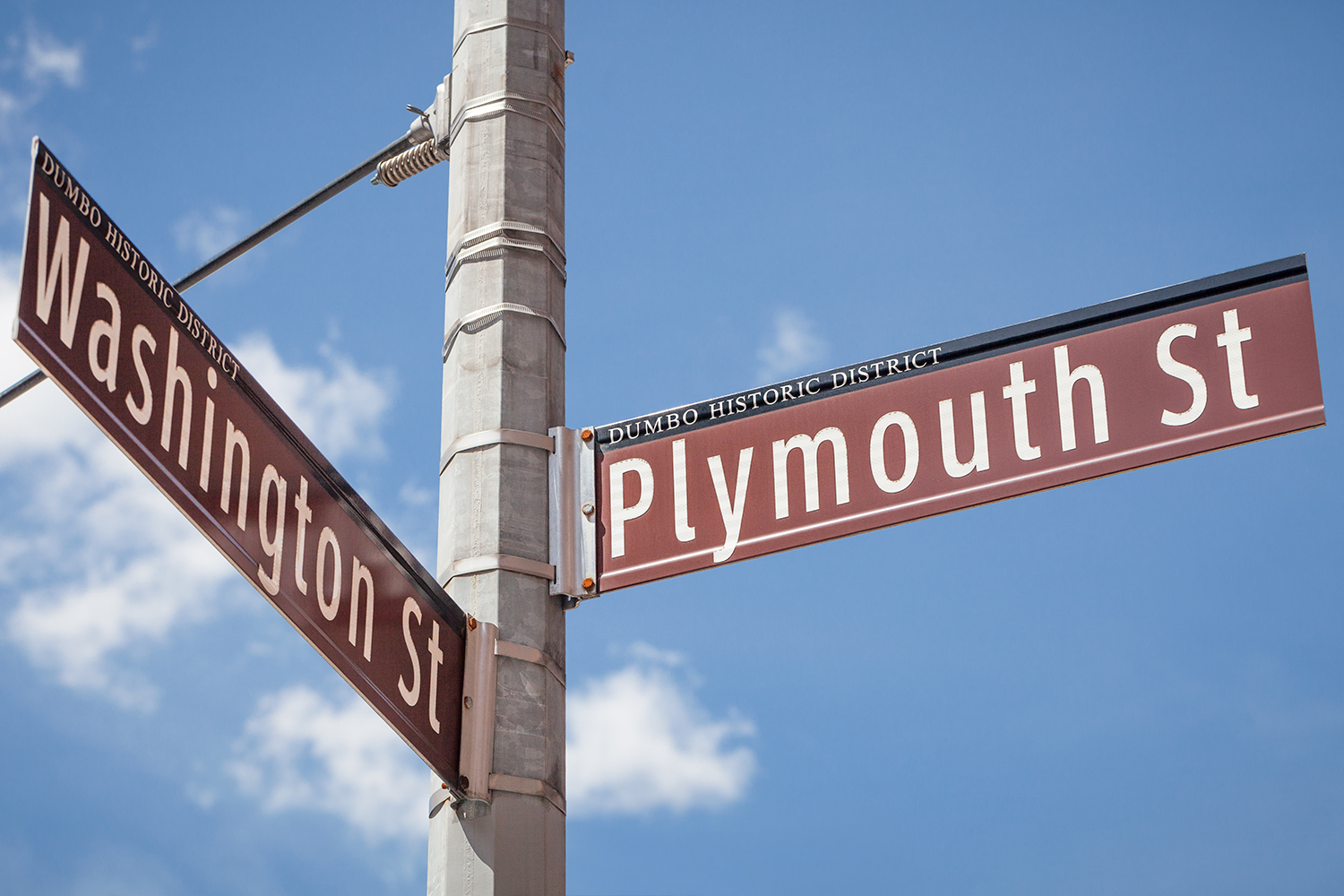
Historische Straßenschilder

Am 18. Dezember 2007 wurde Dumbo als 90. Historic District (historisches Viertel) der Stadt New York ausgewiesen. Der Dumbo historic district umfasst das Gebiet zwischen John Street im Norden, York Street im Süden, Main Street im Westen und Bridge Street im Osten. Das Gebiet liegt beidseitig und zum Teil unterhalb der Manhattan Bridge, die es hier immer noch überspannt, am East River. Der Denkmalschutzbezirk umfasst etwa 91 historische Gebäude. Auf einigen Straßen sind noch die Schienen aus der Zeit der Industrialisierung Brooklyns vorhanden, an einigen Stellen führen sie bis in die Gebäude. Viele Straßen und Fußgängerwege bestehen noch aus der originalen Großsteinpflasterung mit Steinen aus Granit. Durch dieses Straßenbild wird der industrielle Charakter des Viertels noch verstärkt. Die meisten historischen Gebäude werden heute als Wohnungs- oder Bürogebäude verwendet, nur ein geringer Teil wird noch industriell-gewerblich genutzt.

## Touristische Bedeutung
Neben den touristischen Zielen in der Nachbarschaft wie der Brooklyn Bridge, über die man bequem zu Fuß von Manhattan nach Brooklyn laufen kann, dem Viertel Fulton Ferry mit seinem Pier Fulton Slip und dem ehemaligen Feuerwehrbootshaus mit dem Eiscafé „Ample Hills Creamery“ knapp unterhalb der Brooklyn Bridge, der „Brooklyn Ice Cream Factory“ in der Old Fulton Street 14, dem neu entstandenen Brooklyn Bridge Park sowie dem Stadtteil Brooklyn Heights mit seiner bekannten Promenade, hat sich Dumbo selbst mittlerweile als eines der bedeutendsten Künstlerviertel in New York etabliert. Es gibt urigen Einzelhandel, viele Kunstgalerien und Restaurants, am East River befinden sich als Teile des Brooklyn Bridge Parks der „Main Street Park“ und östlich der Manhattan Bridge der „John Street Park“.

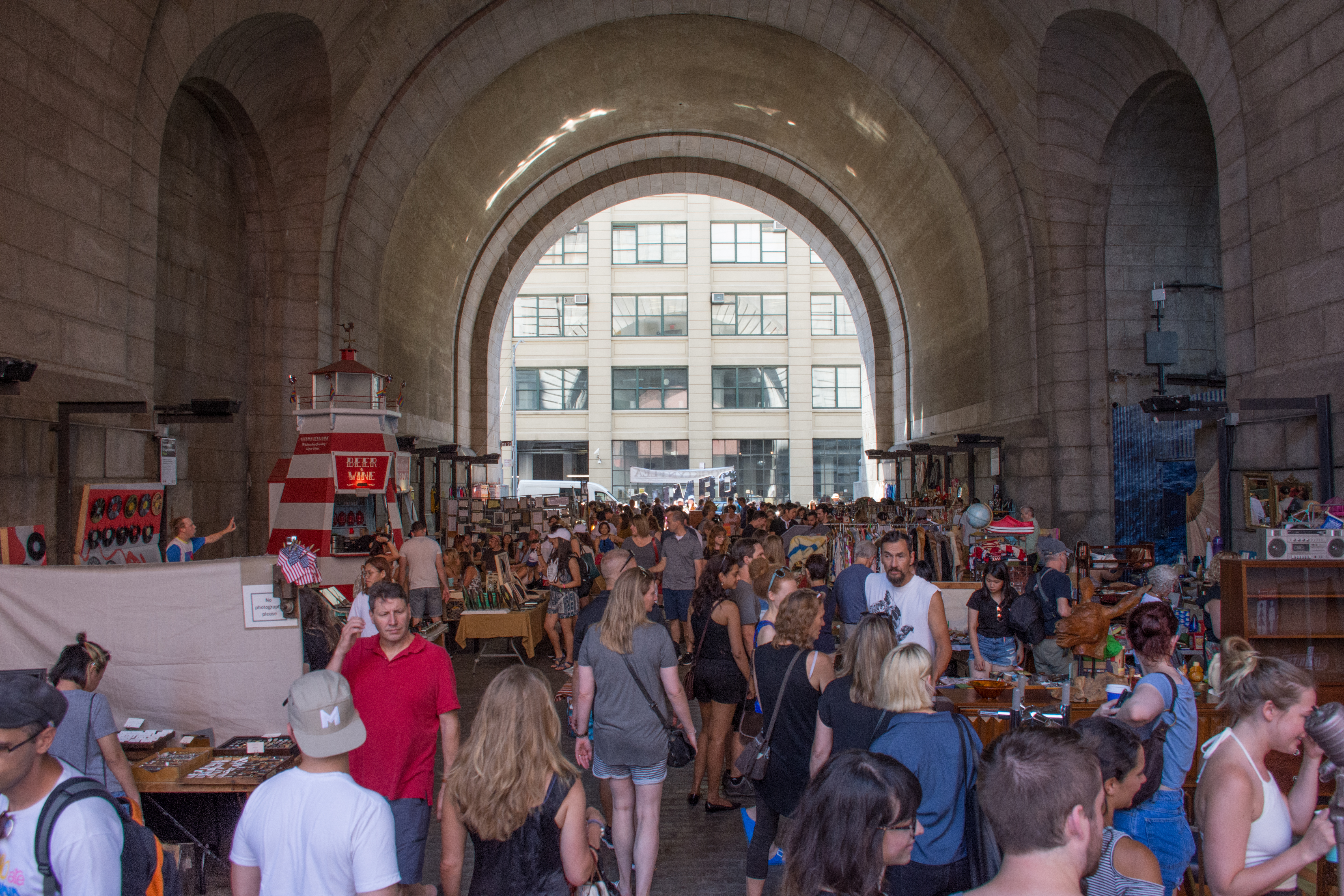
Trödelmarkt im Dumbo Archway unter der Manhattan Bridge (jeden Sonntag)
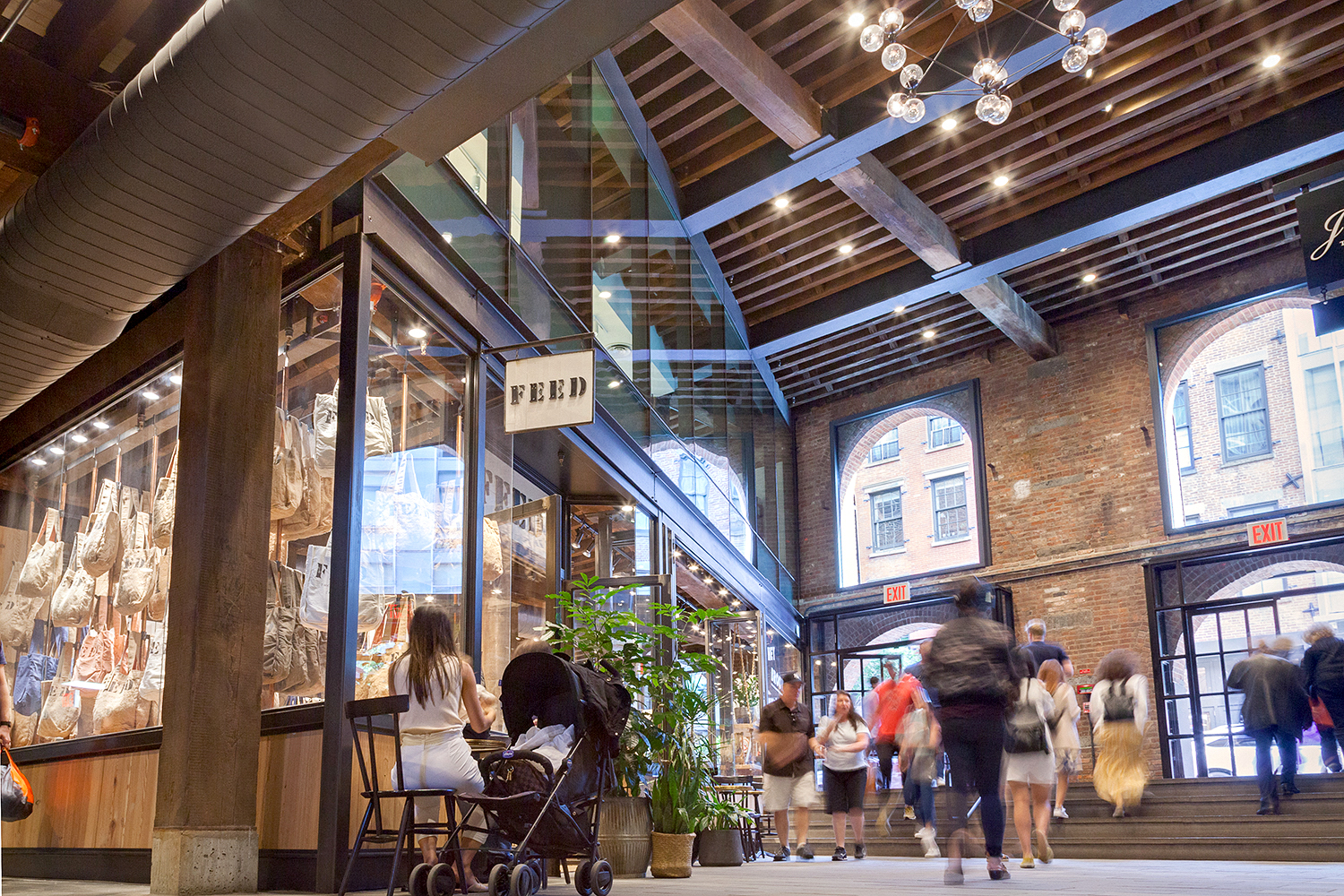
Empire Stores, Eingangsbereich
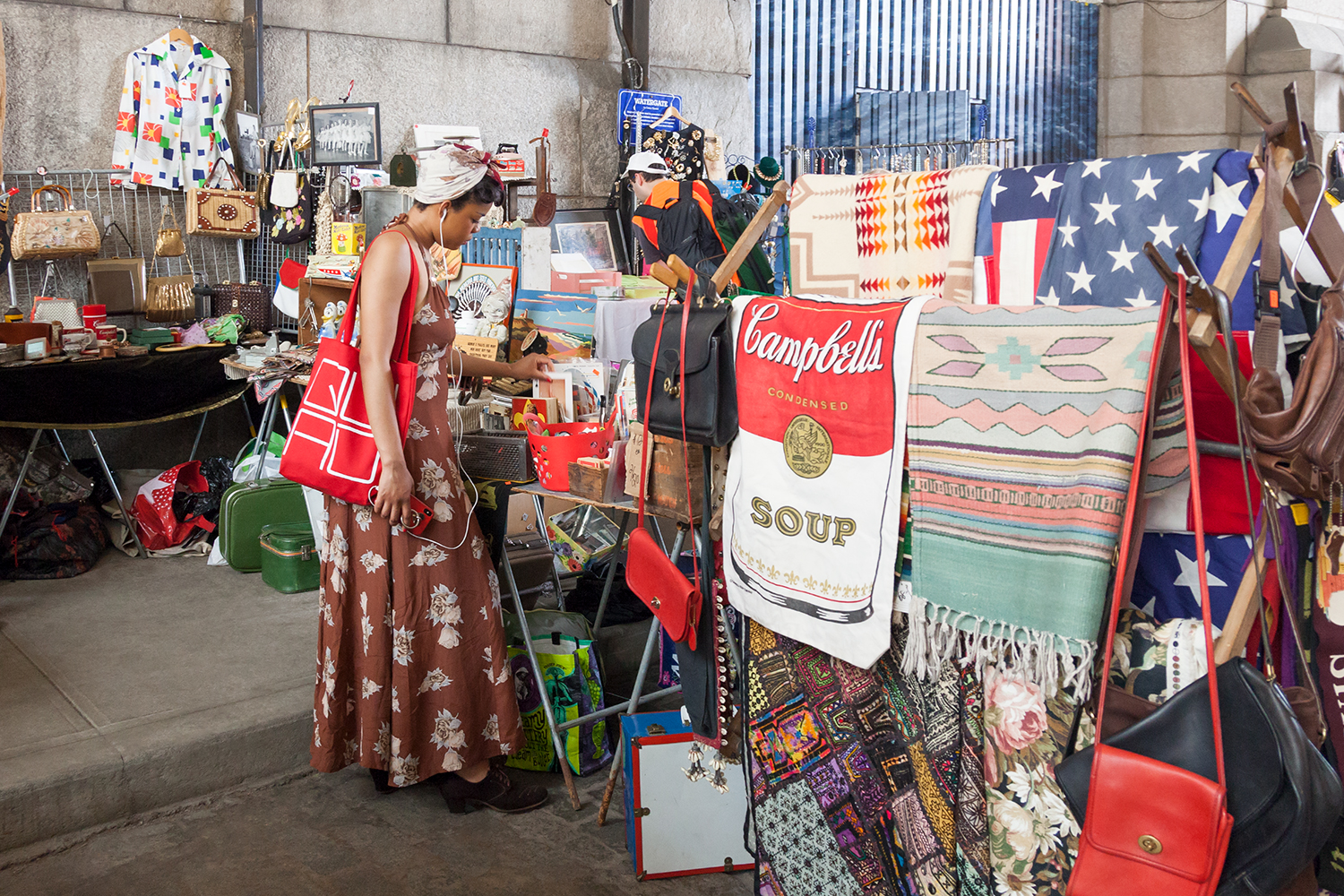
Flohmarktunternehmen „Brooklyn Flea“ im Dumbo Archway
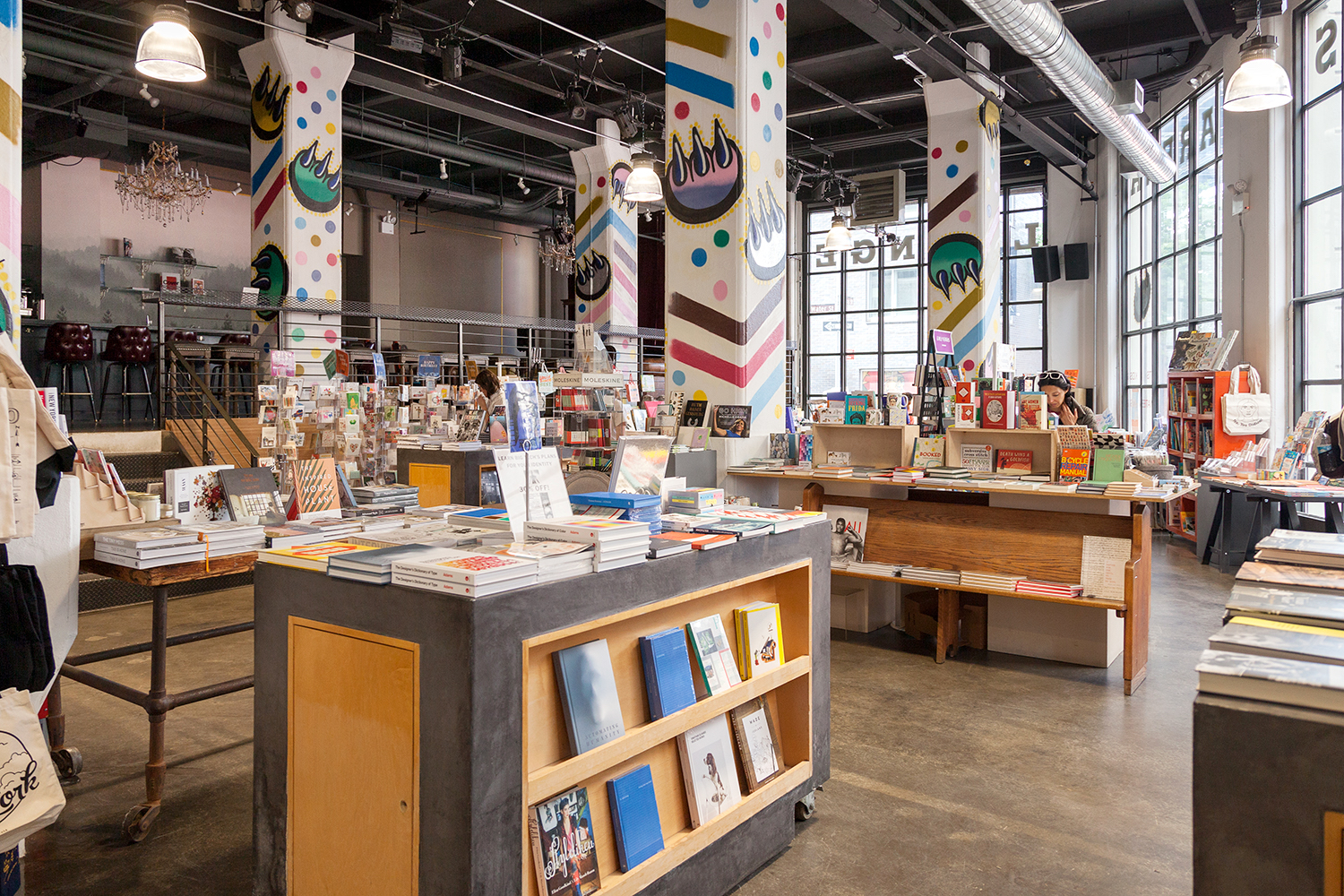
Powerhouse Arena Bookstore in der Adams Street
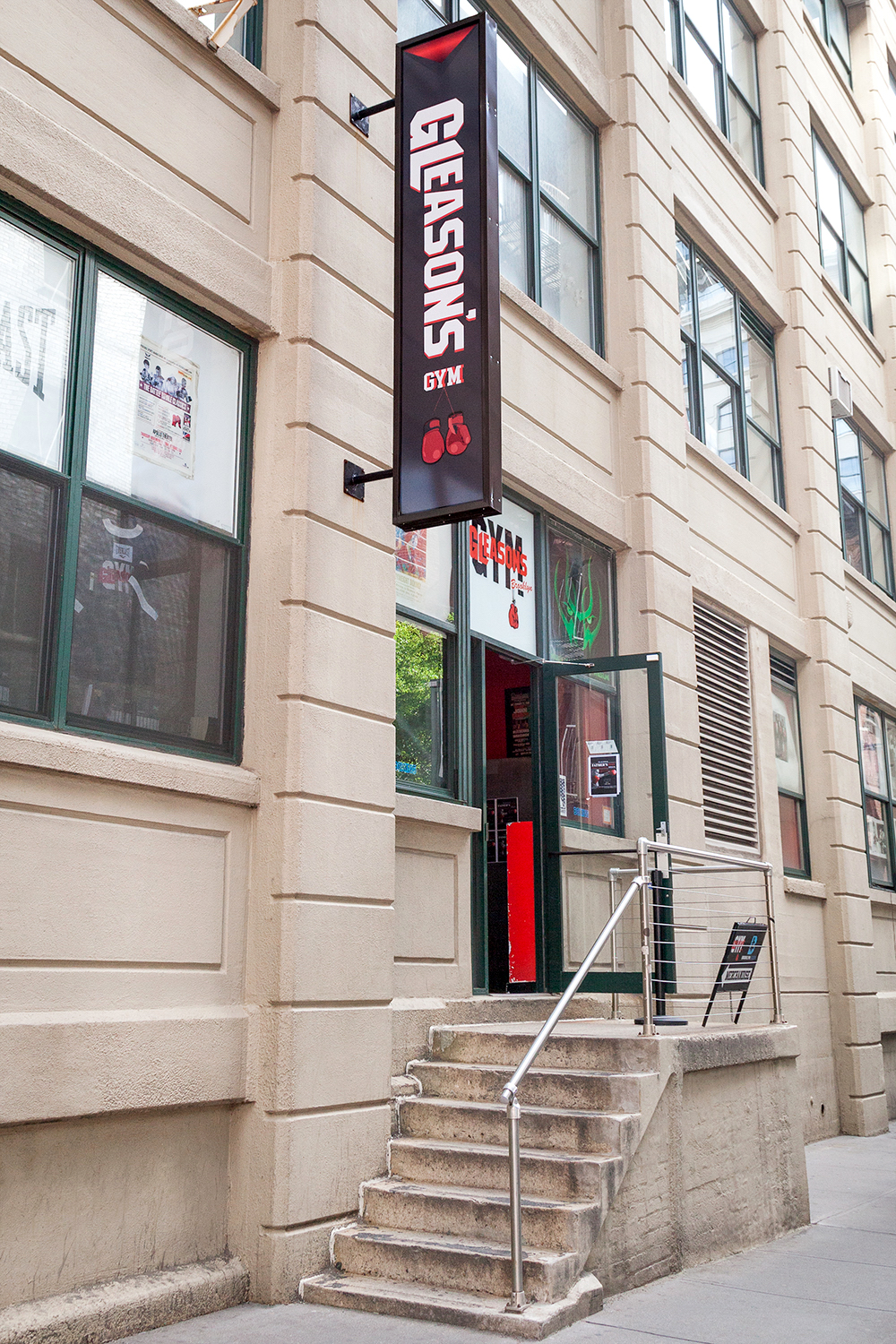
Gleason's Gym in der Water Street
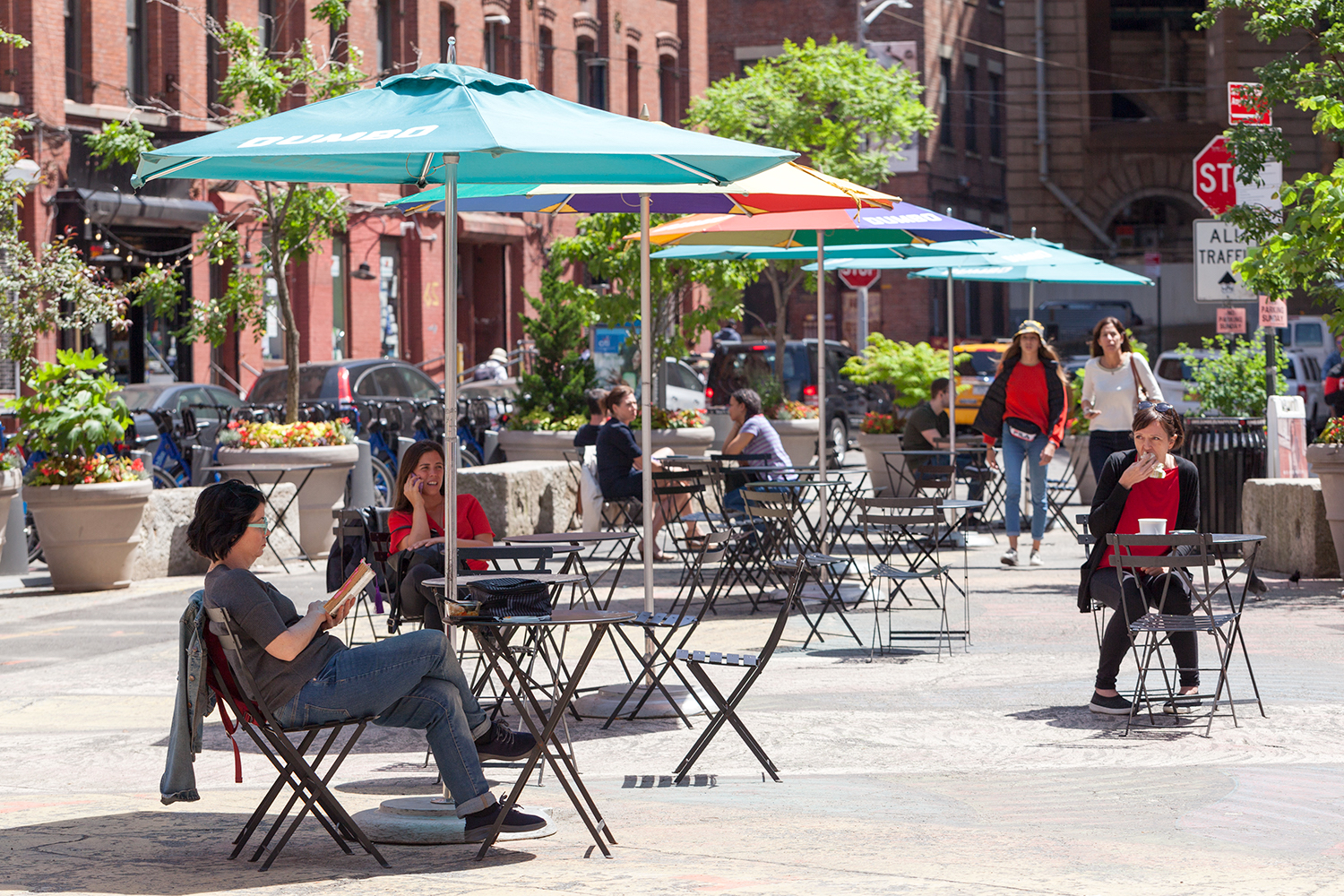
Ein Pocket-Park in der Pearl Street

## Erreichbarkeit

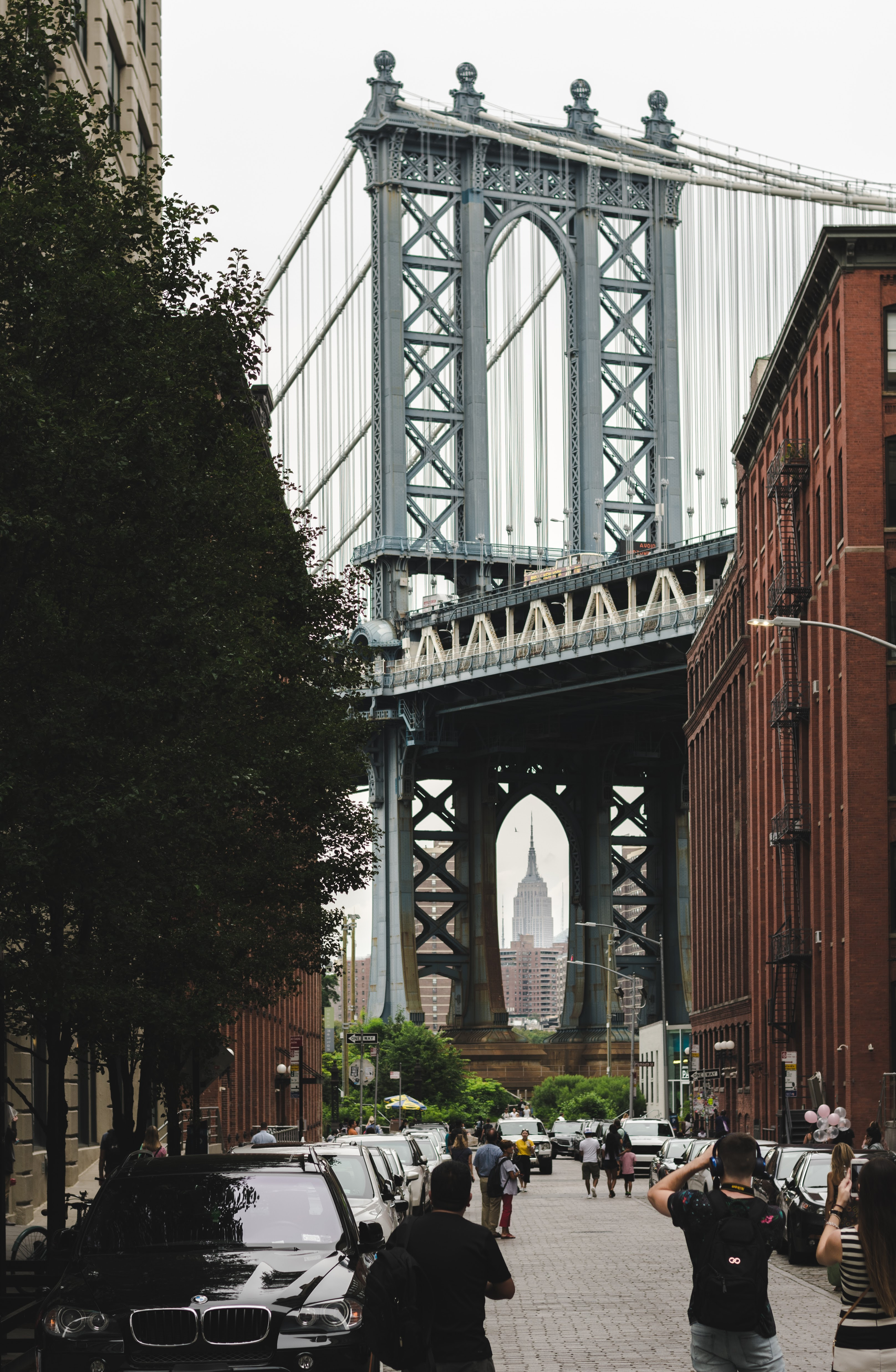
Das von der Manhattan Bridge eingerahmte Empire State Building

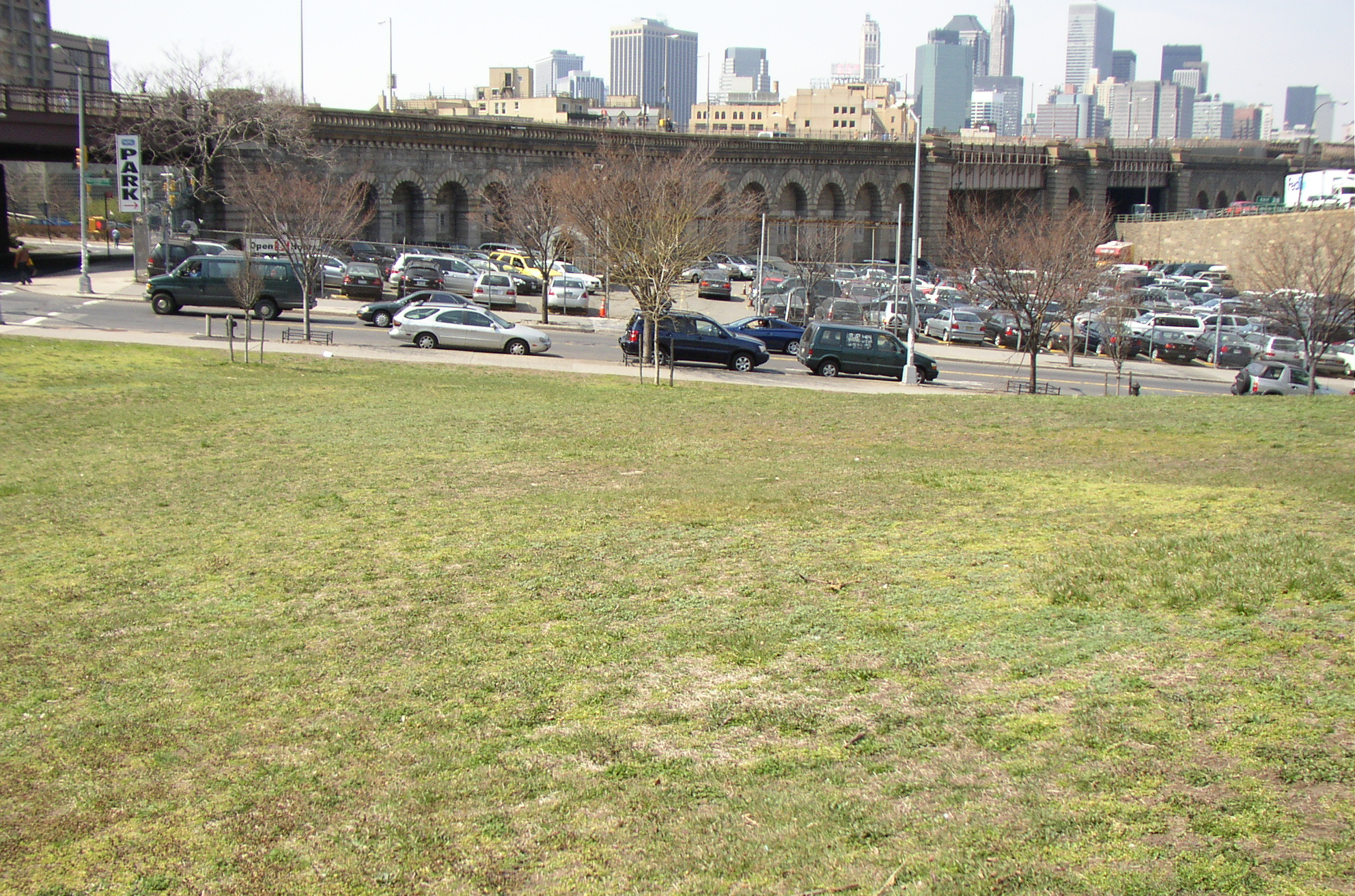
Rampen der Brooklyn Bridge mit Manhattan im Hintergrund (2006)

Dumbo ist von Manhattan über den Fußweg der Brooklyn Bridge, der oberhalb der Fahrbahnen verläuft zu erreichen. Ebenfalls zu Fuß gelangt man über die Manhattan Bridge nach Dumbo. Per Fähre bietet NYC Ferry mit der East River-Route und der South Brooklyn-Route sowie New York Water Taxi die Möglichkeit nach Fulton Slip in Fulton Landing zu fahren. Weiterhin erschließen Linien der New York City Subway mit den Stationen High Street ( und ) und  York Street () sowie der MTA Bus mit mehreren Haltestellen das Viertel.

## Trivia
Der amerikanische Comedian Jerry Seinfeld, bekannt aus der US-Sitcom Seinfeld, der selber aus Brooklyn stammt, scherzte in einer Talkshow über das Wohnviertel in Brooklyn, es heiße eigentlich “Down Under Manhattan Bridge”, die New Yorker hätten aber willkürlich ein „O“ an das Ende der Abkürzung gehängt, weil niemand in einem Wohnviertel wohnen wolle, das Dumb (engl. ‚dumm‘) heißt.